# GBoard
Gboard — экранная клавиатура, созданная Google для устройств под управлением Android и iOS. Сперва она была выпущена на iOS, а через 7 месяцев на Android.
GBoard сочетает в себе: непрерывный ввод, поиск Google, включающий выдачу и предугадывание ответов, лёгкое нахождение и обмен эмодзи (в том числе предложение эмодзи вместо слов и распознавание нарисованных эмодзи) и GIF-изображениями, возможность выбора тёмной темы и установки своей собственной картинки на фон, голосовую диктовку. Примечательно, что к моменту выпуска на iOS, клавиатура «знала» только английский, а остальные языки добавляли в последующих обновлениях. К публикации же Android-версии поддерживалось более ста языков.

## История
Gboard стартовала на iOS в мае 2016, а потом её выпустили на Android в декабре того же года в виде крупного обновления к уже созданной к тому моменту Google Keyboard.

## Особенности
К моменту выпуска Gboard включал в себя поиск Google, непрерывный ввод, лёгкое нахождение и обмен эмодзи и GIF-изображениями, движок интеллектуального ввода, предсказывающий, что будет написано дальше и поддержку многих языков. К моменту выпуска на iOS, клавиатура «знала» только английский, а к публикации же Android-версии поддерживалось более ста языков.
В августовском обновлении 2016 года в приложение для iOS добавили французский, немецкий, итальянский, португальский и испанский языки, а также появилась опция, позволяющая вставить эмодзи, схожее со смыслом написанного. Была добавлена возможность выбора тёмной темы и создания своей собственной.
В февральском обновлении 2017 года в версию для iOS добавили поддержку хорватского, чешского, датского, голландского, финского, греческого, польского, румынского, шведского, каталанского, венгерского, малайского, русского, испанского и турецкого языков, а также голосового ввода.
В апрельском выпуске компания Google увеличила количество поддерживаемых индийских диалектов с 11 до 22.
В июньском обновлении для Android была добавлена возможность распознавания нарисованных эмодзи и предсказание дальнейших фраз.
В мартовском обновлении 2019 года была добавлена возможность распознавания речи без подключения к интернету.
В февральском обновлении 2020 года была добавлена возможность создавать объединённые эмодзи.
В июльском обновлении 2020 года, произошедшем на стороне сервера разработчиков, в Gboard для Android появилась поддержка копирования изображений в буфер обмена и опция вставки из него. Одновременно с этим исчез встроенный поиск Google, который с момента выхода приложений был одним из ключевых особенностей клавиатуры.
В сентябрьском обновлении 2020 года, была добавлена поддержка клавиатуры для Android TV.

## Критика
Нейтан Оливарез-Джайлз из The Wall Street Journal оценил клавиатуру, в частности, интегрированный поиск Google. Однако, он отметил, что приложение в настоящее время не поддерживает интеграцию с другими программами на устройстве. Это означает, что запросы типа «купить билеты на фильм „Капитан Америка“» отправили его в веб-браузер, а не в приложение кинотеатра, установленное на устройстве. Он так же похвалил движок интеллектуального ввода. Ещё он узнал о том, что Gboard «умно сопоставляет эмодзи со словами». Так же он отметил отсутствие возможности смены размера клавиш и управления одной рукой. «Если вы хотите разнообразить клавиатуру, Gboard не для вас» — так написал он.